# Chiusanico
Chiusanico es una localidad y comune italiana de la provincia de Imperia, región de Liguria, con 619 habitantes.

## Evolución demográfica
| Gráfica de evolución demográfica de Chiusanico entre 1861 y 2001 |
|                                                                  |
| Fuente ISTAT - elaboración gráfica de Wikipedia                  |